# Thighs and Whispers
Thighs and Whispers (с англ. — «Ножки и свистки») — пятый студийный альбом американской певицы и актрисы Бетт Мидлер, выпущенный в 1979 году под лейблом Atlantic Records. На этот раз альбом вышел в популярном тогда стиле диско. Пластинка смогла добраться до шестьдесят пятого места в альбомном чарте Billboard 200, а также попала в топ-30 чартов Австралии и Швеции. Название альбома — отсылка к фильму «Шёпоты и крики» (англ. Cries and Whispers).

## Список композиций
| №  | Название                     | Длительность |
| -- | ---------------------------- | ------------ |
| 1. | «Big Noise from Winnetka»    | 6:56         |
| 2. | «Millworker»                 | 4:07         |
| 3. | «Cradle Days»                | 5:05         |
| 4. | «My Knight in Black Leather» | 4:53         |

| №  | Название                | Длительность |
| -- | ----------------------- | ------------ |
| 5. | «Hang on in There Baby» | 6:04         |
| 6. | «Hurricane»             | 7:30         |
| 7. | «Rain»                  | 3:58         |
| 8. | «Married Men»           | 3:47         |

## Позиции в хит-парадах

### Альбом
| Хит-парад (1979)              | Высшая позиция |
| ----------------------------- | -------------- |
| Австралия (Kent Music Report) | 28             |
| Швеция (Sverigetopplistan)    | 28             |
| США (Billboard 200)           | 65             |

### Синглы
| Хит-парад (1979)                  | Сингл                        | Высшая позиция |
| --------------------------------- | ---------------------------- | -------------- |
| США (Billboard Club Play Singles) | «Big Noise from Winnetka»    | 98             |
| США (Billboard Club Play Singles) | «My Knight in Black Leather» | 70             |
| США (Billboard Club Play Singles) | «Hang on in There Baby»      | 70             |
| США (Billboard Club Play Singles) | «Married Men»                | 32             |
| США (Billboard Pop Singles)       | «Married Men»                | 40             |